# Oetulu
Oetulu is een bestuurslaag in het regentschap Timor Tengah Utara van de provincie Oost-Nusa Tenggara, Indonesië. Oetulu telt 998 inwoners (volkstelling 2010).